# Kamissa Camara

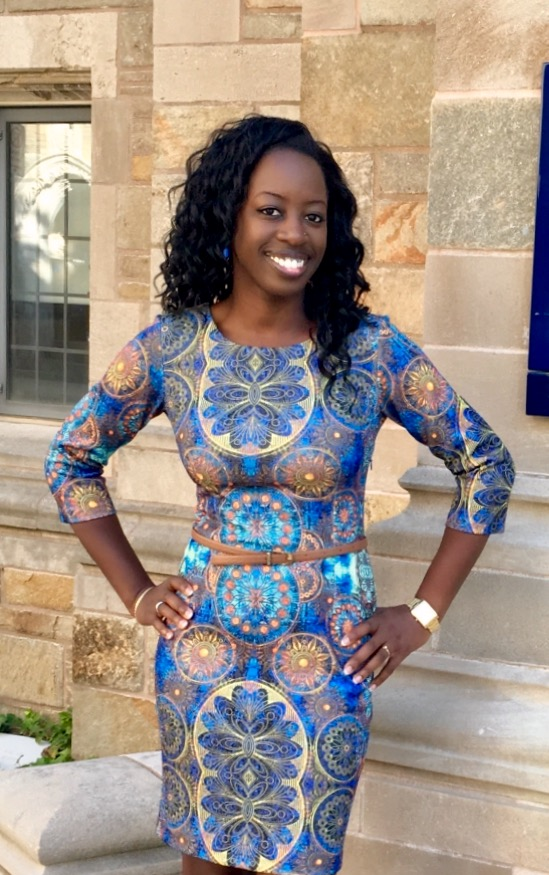
Kamissa Camara (2016)

Kamissa Camara (* 1983 in Grenoble) ist eine malische Politologin und Politikerin. Sie war 2018 und 2019 Außenministerin des Landes und ist seit 2019 Malis Ministerin für digitale Wirtschaft und Planung.

## Leben
Camara wurde in Grenoble als Tochter malischer Eltern geboren, die in den 1970er Jahren nach Frankreich ausgewandert waren.
Camara hat einen Bachelor-Abschluss in angewandten Fremdsprachen von der Universität Paris VII und einen Master-Abschluss in internationaler Wirtschaft und Entwicklung von der Universität Pierre Mendès-France Grenoble II. 2005 absolvierte sie ein Praktikum bei den Vereinten Nationen in Washington und verbrachte ein Jahr als Au-pair in Concord, New Hampshire. 2007 absolvierte sie ein Praktikum bei der Afrikanischen Entwicklungsbank in Tunesien, bevor sie eine Green Card erhielt und in die USA zog, wo sie acht Jahre lang lebte.
Ab 2007 arbeitete Camara bei der International Foundation for Electoral Systems in Westafrika und gehörte zu den Beobachtern der malischen Präsidentschaftswahlen 2013 in Timbuktu. Sie wechselte 2012 zur National Endowment for Democracy, wo sie 2016 zur Vizedirektorin für Zentral- und Westafrika befördert wurde. Sie arbeitete auch eine Zeit lang mit der US-Präsidentschaftskandidatin Hillary Clinton.
Camara war bis Dezember 2017 Mitglied des Zentrums für Afrikastudien an der Harvard University. Sie war auch bis Juni 2018 die Direktorin für Subsahara-Afrika bei der NGO PartnersGlobal. Sie hat Meinungsartikel und politische Analysen für verschiedene Veröffentlichungen in englischer und französischer Sprache verfasst und war politische Kommentatorin für englische und französische Fernsehprogramme. Sie war die erste malische Politikwissenschaftlerin, die auf CNN erschien.
Camara ist Gründerin und Mitvorsitzende des Sahel Strategy Forums. 2017 schrieb sie einen Brief an Malis Präsidenten Ibrahim Boubacar Keïta und forderte ihn auf, seine Pläne zur Änderung der Verfassung zurückzuziehen. Im Juli 2018 ernannte er sie zu seiner diplomatischen Beraterin. Am 9. September 2018 wurde sie von Keïta zur Außenministerin ernannt, als zweite Frau in Mali und jüngste Person, die dieses Amt innehatte. Damit war sie eine von elf Frauen im Kabinett mit 32 Mitgliedern. Sie hat über die Probleme der regionalen Sicherheit und angebliche Menschenrechtsverletzungen gesprochen. Als sie im Dezember 2018 vor der Generalversammlung der Vereinten Nationen in Marrakesch eine Rede hielt, in der sie den Rückzug einiger Länder aus dem Globalen Pakt für eine sichere, geordnete und reguläre Migration bedauerte, war sie mit 35 Jahren die jüngste Außenministerin der Welt.

## Auszeichnungen und Ehrungen
- 2019 wurde sie in die Liste 100 Most Influential African Women (100 einflussreichste afrikanischen Frauen) aufgenommen.[12]

## Persönliches
Camara besitzt die französische, amerikanische und malische Staatsbürgerschaft. Sie spricht fließend Französisch, Englisch und Bambara. Sie ist verheiratet.